# Teglsø
Teglsø er en lille opstemmet sø i den sydvestlige del af Rold Skov. Den første dæmning ved den sydvestlige ende af søen, blev bygget omkring 1890; i 1966 brød den sammen, og søen blev tømt for vand. En ny blev opført og søen gendannet. Udløbet Grødebæk løber mod vest i en smal kløft til den nærliggende Lindenborg Å
Nord for søen ligger det fredede område Enebærstykket. Søen ligger i den skovpart der hører under Lindenborg Gods

## Eksterne kilder og henvisninger
- Danmarks Søer, Søerne i Nordjyllands og Viborg Amter, af Thorkild Høy m.fl. ISBN 87-7717-200-0

56°47′20.51″N 9°48′17.21″Ø / 56.7890306°N 9.8047806°Ø